# Herb Chełmka
Herb Chełmka – jeden z symboli miasta Chełmek i gminy Chełmek w postaci herbu.

## Wygląd i symbolika
Herb przedstawia w polu czerwonym żółtą, rozpiętą skórę, na której widnieje czarna sylwetka trzewika z połową czarnego koła zębatego. Nad skórą znajduje się głowa łosia.
Skóra, trzewik i koło zębate nawiązują do zakładów przemysłu obuwniczego, którym początek dała w 1931 fabryka Tomasza Baty. Po upaństwowieniu były to Południowe Zakłady Przemysłu Skórzanego „Chełmek”. Głowa łosia pojawiła się przez nieznajomość heraldyki. Miało to być godło herbu Półkozic (w polu czerwonym ośla głowa wprost) Ligęzów, właścicieli Chełmka w XV wieku.

## Historia
Herb powstał w styczniu 1969. Został wyłoniony w drodze konkursu ogłoszonego w grudniu 1968. Twórcy projektu to Franciszek Jokiel i Andrzej Lankosz.